# USS LST-3
O USS LST-3 foi um navio de guerra norte-americano da classe LST que operou durante a Segunda Guerra Mundial.

## História
Foi realizado o batimento de quilha do LST-3 no dia 29 de junho de 1942, em Pittsburgh, Pennsylvania pela Dravo Corporation, sendo lançado ao mar no dia 19 de setembro de 1942 e em seguida comissionado no dia 8 de fevereiro de 1943.
Participou do teatro de operações da Europa, onde atuou na Ocupação da Sicilia (julho a agosto de 1943) e a invasão do sul da França, entre os meses de agosto e setembro de 1944.
Foi descomissionado no dia 23 de dezembro de 1944, em Bizerte, Tunísia, sendo comissionado no dia seguinte na Marinha Real Britânica.

### Marinha Real Britânica
Foi comissionado como sendo o HM LST-3 em Bizerte. No se serviço passou por Messina, Taranto Brindisi, Bari, Venice, Trieste, Naples, Piraeus, Malta e Gibraltar.
Permaneceu após o dia 28 de setembro de 1945 em Taranto para sofrer reparos, sendo vendido de volta à marinha norte-americana no mês de abril de 1946, retornando à sua custódia no dia 12 de maio de 1946.
Foi retirado dos Registro Navais no dia 19 de junho de 1946, e vendido para sucateamento no dia 10 de setembro de 1947, para a Boston Metals Co., Baltimore, MD.
Durante a Segunda Guerra Mundial, o USS LST-3 recebeu duas estrelas de batalha pelo seu serviço.

## Campanhas
| Ocupação da Sicília      | julho a agosto de 1943    |
| invasão do sul da França | agosto e setembro de 1944 |

## Condecorações
| Medalha de Campanha Americana                       |
| Medalha de Campanha da Europa-África-Meio Leste (2) |
| Medalha da Vitória da Segunda Guerra Mundial        |